# J. League YBC Levain Cup / CONMEBOL Sudamericana Championship Final
De J. League YBC Levain Cup / CONMEBOL Sudamericana Championship Final (tot 2019 Suruga Bank Championship geheten, naar de toenmalige sponsor) is een jaarlijkse intercontinentale voetbalwedstrijd tussen de winnaars van de J-League Cup en de Copa Sudamericana. Het toernooi is vernoemd naar de twee kwalificatietoernooien.
De wedstrijd wordt georganiseerd door de Japanse voetbalbond die hem samen met de CONMEBOL in 2008 instelde. 

## Edities
| Editie | Land       | Winnaar                 | Uitslag                     | Finalist             | Land       | Stadion                                 | Toeschouwers |
| ------ | ---------- | ----------------------- | --------------------------- | -------------------- | ---------- | --------------------------------------- | ------------ |
| 2008   | Argentinië | Arsenal                 | 1 – 0                       | Gamba Osaka          | Japan      | Nagaistadion, Osaka                     | 19.728       |
| 2009   | Brazilië   | Internacional           | 2 – 1                       | Oita Trinita         | Japan      | Ōitastadion, Ōita                       | 16.505       |
| 2010   | Japan      | Tokyo                   | 2 – 2 (4 – 3 n.s.)          | LDU Quito            | Ecuador    | National Stadion, Tokio                 | 19.423       |
| 2011   | Japan      | Júbilo Iwata            | 2 – 2 (4 – 2 n.s.)          | Independiente        | Argentinië | Shizuokastadion, Fukuroi                | 19.034       |
| 2012   | Japan      | Kashima Antlers         | 2 – 2 (7 – 6 n.s.)          | Universidad de Chile | Chili      | Kashimastadion, Kashima                 | 20.021       |
| 2013   | Japan      | Kashima Antlers         | 3 – 2                       | São Paulo            | Brazilië   | Kashimastadion, Kashima                 | 26.202       |
| 2014   | Japan      | Kashiwa Reysol          | 2 – 1                       | Lanús                | Argentinië | Hitachi Kashiwa Soccer Stadium, Kashiwa | 10.140       |
| 2015   | Argentinië | River Plate             | 3 – 0                       | Gamba Osaka          | Japan      | Osaka Expo '70 Stadium, Osaka           | 12.722       |
| 2016   | Colombia   | Independiente Santa Fe  | 1 – 0                       | Kashima Antlers      | Japan      | Kashimastadion, Kashima                 | 19.716       |
| 2017   | Japan      | Urawa Red Diamonds      | 1 – 0                       | Chapecoense          | Brazilië   | Saitamastadion, Saitama                 | 11.002       |
| 2018   | Argentinië | Independiente           | 1 – 0                       | Cerezo Osaka         | Japan      | Nagaistadion, Osaka                     | 10.035       |
| 2019   | Brazilië   | Athletico Paranaense    | 4 – 0                       | Shonan Bellmare      | Japan      | Shonan BMW Stadium Hiratsuka, Hiratsuka | 9.129        |
| 2020   | Ecuador    | Independiente del Valle | Geannuleerd wegens COVID-19 | Kawasaki Frontale    | Japan      | –                                       | –            |